# Oleh Junakov
Oleh Junakov (in russo Олег Юнаков?; Kiev, 15 giugno 1980) è uno scrittore e giornalista ucraino.
È l'autore del libro Architektor Josyp Karakis. Ha vinto i premi letterari internazionali N. Gogol "Trionfo" (2018) e H. Skovoroda "Il Giardino dei canti divini". È un architetto di tecnologia dell'informazione, Ha conseguito due lauree. editore, enciclopedista e ricercatore della storia di Kiev, con cittadinanza statunitense e canadese. Come esperto del funzionamento di Wikipedia, ha più volte fornito consulenze a diverse pubblicazioni mondiali.

## Biografia

### Nascita e formazione
Oleh Junakov è nato il 15 giugno 1980 a Kiev,   in una famiglia di nativi di Kiev da quattro generazioni.
È un discendente diretto del rabbino Rafael di Beršad. Prima della Rivoluzione d'Ottobre, i suoi antenati possedevano fabbriche e impianti industriali.  A Kiev, Oleh ha frequentato la Scuola n. 24 (oggi intitolata ad A. Bilaš). Ha studiato in Israele, dove ha completato la Scuola per Ingegneri Junior presso il Technion. Ha studiato presso l'Università Nazionale delle Biorisorse e della Gestione della Natura dell'Ucraina e l'Università Tecnica Nazionale dell'Ucraina Istituto Politecnico di Kiev. Dal 2000 ha vissuto negli Stati Uniti.
Nel 2001 è stato ammesso alla Pace University. Nell'estate del 2002, O. Junakov, come miglior studente, ha vinto un concorso nazionale per un tirocinio estivo retribuito presso il Laboratorio Nazionale di Argonne del Dipartimento dell'Energia degli Stati Uniti a Chicago, dove ha lavorato sull'architettura delle simulazioni informatiche. I risultati della ricerca di O. Junakov sono stati pubblicati in collaborazione con il dottor Gregor von Laszewski in un articolo intitolato "Diffusione dell'informazione".
Nel 2003, è stato nuovamente invitato al laboratorio del Dipartimento dell'Energia, dove è diventato leader di un gruppo. Qui, O. Junakov si è occupato dell'architettura multithreading di un server di sensori per il monitoraggio degli strumenti.
A tal fine, ha costruito una rete per simulare le reazioni strutturali ai terremoti e l'ha applicata su un tavolo sismico speciale con una serie di sensori per misurare la reazione. Inoltre, ha sviluppato una visualizzazione tridimensionale di un prototipo di software in Java 3D per simulare un terremoto in un mondo virtuale. Ha partecipato allo sviluppo del Java CoG Kit.
Nel 2003 ha anche lavorato sulla visualizzazione tridimensionale di strutture molecolari. Ha partecipato a conferenze scientifiche. Nel 2004 è diventato assistente scientifico del decano della Scuola di Informatica della sua università.
Il 25 maggio 2004, Oleh Junakov si è laureato con lode, risultando il migliore del suo corso. Durante gli studi ha lavorato all'università, è stato presidente della Società Informatica Universitaria, presidente della Golden Key International Honour Society e co-presidente del club ebraico Hillel.
All'università ha sviluppato una serie di progetti, tra cui una videoconferenza via Internet utilizzando il protocollo Open H.323; ha avuto contatti con il "padre di Internet" Vinton Cerf. Ha creato diversi siti web (ad esempio per la World Trade Center Memorial Foundation, la Conferenza Internazionale sul Banking Elettronico e il Mercato Globale) e altri. Si è laureato come migliore del corso con una media finale di 99,75 su 100 e ha ricevuto il premio Scholastic Achievement Award, assegnato al miglior studente.

### Lavoro nel settore delle tecnologie informatiche
Nel 2005, Oleh Junakov ha creato un assistente virtuale Personale con un modulo di identificazione facciale, che aveva sviluppato l'anno precedente. Ha iniziato a lavorare su questa invenzione nel 2003, quando ha ottenuto una borsa di studio presidenziale basata sulle tesi della sua proposta. Altri ricercatori hanno continuato a citare questo lavoro anche dopo sei anni.
Successivamente, Junakov ha lavorato come sviluppatore di software presso Barnes & Noble. Come hobby, si è dedicato attivamente a progetti di connessione di computer remoti, videoconferenze IP, sviluppo di assistenti virtuali personali, e così via. Da aprile 2011 ha lavorato per diversi anni in Canada, e successivamente in Brasile e Messico.
Ha collaborato con più di 50 aziende diverse. Negli Stati Uniti, ha lavorato per NASA, LPL Financial, Citibank, Nielsen, Cable Vision, Lazard, M&T Bank, TNS, KPMG, HSBC, Del Monte, Claire’s, PepsiCo, Merck, Sanofi Aventis, General Electric Asset Management, C&S Groceries, Bed Bath & Beyond, e altre.
In Canada, ha lavorato per Bank of Montréal, TD Bank, OPG; in Messico per Axtel, Gruppo Elektra; in Brasile per HSBC Brazil, Banco do Brazil, Vale.
I sistemi da lui creati sono utilizzati in diverse aziende, tra cui Citibank, Bank of Montréal, GE Asset Management, Claire’s, Kantar TNS, e altre.
Nel 2023, è stato partner di Persistent Systems.

### Attività letteraria
Nel 2016, Oleh Junakov ha pubblicato il libro Architektor Josyp Karakis. La prima presentazione del libro si è tenuta il 13 novembre 2016 presso il club "Kijany", seguita dalla presentazione del 15 novembre presso la Biblioteca Statale di Architettura, il 17 novembre al Museo Šolom-Alejchem di Kiev il 19 novembre presso la Biblioteca nazionale dell'Ucraina.
Successivamente, il 6 giugno 2017, la presentazione ha avuto luogo presso l'Università Nazionale di Costruzione e Architettura di Kiev, e il 14 luglio 2018 presso la Biblioteca Kings Bay a New York. La pubblicazione del libro è diventata un evento significativo sia in Ucraina che all'estero.
L'accademico Jevhen Rejcen ha scritto un acrostico dedicato a O. Junakov, mentre il cantante di Kiev Borys Kesel'man ha scritto una canzone su di lui. Come l'autore del libro O. Junakov è stato invitato a partecipare a diverse trasmissioni televisive, ha parlato più volte alla radio e ha rilasciato interviste sulla sua opera. Nel mondo sono state pubblicate decine di recensioni da parte di esperti di architettura e letteratura nei principali periodici scientifici. Il libro è stato incluso nella shortlist del concorso nazionale ucraino "Libro dell'Anno 2017" e, nel 2018, Junakov ha ricevuto il Premio Letterario Internazionale N. Gogol' "Trionfo" per questa opera.
Il 23 novembre 2016, Oleh Junakov è stato ospite del programma "Autors'kyj Nadzor" su Old Fashioned Radio di Kiev. Il 18 febbraio 2017, un suo racconto sul libro è stato trasmesso alle 20:00 nel programma "Kijevoteka. Kyïvs'ki portrety" sul "Canale Centrale" ucraino (con repliche il 19 febbraio 2017 alle 04:30 e alle 12:00). Il 2 aprile 2017, il suo racconto è stato trasmesso alle 18:20 sul canale "Kul'tura" (e poi in replica il 3 aprile alle 8:05).
Sul "Canale Centrale", Oleh Junakov è apparso anche nel programma L'ultimo dei grandi di Kiev. Iosif Karakis il 17 marzo alle 14:20, con repliche il 18 marzo alle 3:00 e altre in date successive.
Junakov ha scritto necrologi per conoscenti ucraini, tra cui lo storico Jurij Luščaj, il poeta Valerij Vinars'kyj, l'esperto di Kiev Oleksandr Nemec', l'architetto Ihor Bezčasnov e altri.
Nel 2019, O. Junakov ha ricevuto il Premio Letterario Internazionale H. Skovoroda "Il Giardino dei Canti Divini" per la sua significativa attività creativa.

### Attività enciclopedica
Oleh Junakov ha creato articoli per l'Enciclopedia dell'Ucraina attuale, l'Enciclopedia della storia ucraina e altri.
Su Wikipedia, Oleh Junakov ha creato migliaia di articoli, tra cui l'articolo più visto in quel periodo della versione russa dell'enciclopedia, "L'invasione russa dell'Ucraina", per il quale hanno minacciato di bloccare Wikipedia in Russia, l'articolo sulla ribellione di Prigožin e l'autore di più di 38.000 articoli.. Енциклопедичний внесок О. Юнакова не раз відзначався в різних публікаціях Il contributo enciclopedico di O. Junakov è apparso più di una volta in varie pubblicazioni e, come esperto del funzionamento di Wikipedia, ha ripetutamente consultato pubblicazioni come Radio Liberty,  Forbes, Novaja Gazeta, Media Detector, "FREE DOM", "Voice of America", "Centro Ucraina", "Hromadske Radio" e altri. Materiale di Junakov, supervisionato da MediaSapiens nel 4º trimestre del 2022, raggiungendo gli articoli più popolari visti per l'intero anno 2022. Dal primo giorno dell'invasione su larga scala dell'Ucraina da parte della Russia, si è manifestata una forte posizione contro la guerra.

### Hobby (conservazione del patrimonio architettonico, fotografia)
A fine ottobre 2019, Oleh Junakov ha inviato una lettera aperta a presidente della Duma di Stato della Federazione Russa Vjačeslav Volodin chiedendo di non demolire la Casa degli Ufficiali di guarnigione nella città di Engels. A gennaio 2021, l'edificio è stato dichiarato "Patrimonio culturale" e la sua demolizione è stata vietata.
Oleh Junakov è appassionato di fotografia, e le sue opere sono state pubblicate in numerosi libri, manuali e riviste scientifiche. Le sue fotografie sono state presenti nei programmi del Teatro statale di Darmstadt in Germania, presso la Libera Università di Berlino, la Carleton University, sul portale del municipio di Città del Messico e in vari media.
Junakov è anche uno dei donatori della Biblioteca Nazionale della Repubblica Ceca, del Museo K. G. Paustovs'kyj di Kiev e di altre istituzioni. Risiede negli Stati Uniti e in Canada.

## Pubblicazioni
- Архитектор Иосиф Каракис / О. Юнаков. — Нью-Йорк: Алмаз, 2016. — 544 с., ил. — ISBN 978-1-68082-000-3. (RU)
- Articoli in numerose enciclopedie (Enciclopedia dell'Ucraina moderna, Enciclopedia della storia dell'Ucraina e altre).[45]
- Articoli in periodici (ad esempio pubblicazioni sul giornale KNUBA "A+B",[50] e in prima pagina sono state stampate le congratulazioni di O. Junakov per il 55º anniversario del giornale[61]).
- È stato membro del progetto "Kyiv Calendar",[62] del progetto Internet internazionale "Viktor Nekrasov Memorial Site"[63] e dell'Enciclopedia dell'architettura ucraina.[64]
- Inoltre, ha partecipato alla pubblicazione di vari libri, tra i quali, in particolare, sono stati:
  - Г. Бар-Цви (Вортман). Наше местечко Терновка. — Иерусалим: Публикация Терновского Землячества, 2016. — redazione scientifica[65];
  - Ляшенко В. А., Рейцен Е. А. От Евбаза до Шулявки. Оккупация и послевоенные годы / В. А. Ляшенко. — К. : ПАО «Випол», 2017. — 400 с.[66];
  - Пучков Андрій. Мистецтвознавець Григорій Павлуцький, перший український. — Нью-Йорк: Алмаз, 2018. — 144 с.: іл., портр. — ISBN 978-1-68082-011-9. — consulenza scientifica[67][68];
  - Рудзицкий Артур. Художественные журналы Василия Кульженко. 1909—1915: Указатель содержания / Науч. ред. О. Юнаков; Предисл. А. Пучкова. — Изд. 2-е, исправ. и доп. — Нью-Йорк: Алмаз, 2018. — 72 с.: ил. — ISBN 978-1-68082-012-6. — come redattore scientifico[13][69];
  - Бернадцкий А. Наследственность: биографические эссе. — Киев, 2018. — 80 с.[70];
  - Машкевич Стефан. Киев 1917—1920. Том 1. Прощание с империей. — Харьков: Фолио, 2019. — 462 с. — commenti sul miglioramento del testo[71];
  - Kulakovius: Киевский профессор римской словесности в стружках времени. — Нью-Йорк: Алмаз, 2019. — 1136 с.: 480 ил. — ISBN 1-68082-014-1. — correzione di bozze[72];
  - Алавердова Л. Бабушкины воспоминания в интерьере семейной хроники. — Нью-Йорк: Lulu, 2020. — 184 с. — ISBN 9781794828155[73];
  - Berkovich Gary. Reclaiming a History. Jewish Architects in Imperial Russia and the USSR. Volume 1. Late Imperial Russia: 1891—1917. — Grünberg Verlag, 2021. — 218 p. — ISBN 978-3-933713-61-2 — l'idea di creare un libro e aiutare con la composizione vera e propria[74];
  - Berkovich Gary. Reclaiming a History. Jewish Architects in Imperial Russia and the USSR. Volume 2. Avant-Garde: 1917—1933. — Grünberg Verlag, 2021. — 218 p. — ISBN 978-3-933713-63-6.

Le pubblicazioni di Oleh Junakov hanno ricevuto un paio di dozzine di recensioni e recensioni.

## Casa Editrice "Almaz"
Oleh Junakov dirige la casa editrice da lui fondata, Almaz. I libri pubblicati da Almaz sono stati più volte inseriti nella shortlist del concorso ucraino "Libro dell'Anno" e hanno ricevuto premi internazionali. Alcuni dei libri pubblicati dalla casa editrice includono:
- Achitektor Josyp Karakis / O. Junakov. — New York: Almaz, 2016. — 544 p., ill. — ISBN 978-1-68082-000-3.